# Requiem (film, 2001)
Pour les articles homonymes, voir Requiem (homonymie).
Pour plus de détails, voir Fiche technique et Distribution.
Requiem est un film français réalisé par Hervé Renoh et sorti en 2001.

## Synopsis
Marcus, Gippé, Rafik, Poupousse et Christian sont des malfrats œuvrant pour le compte de l'énigmatique Goliath. Au terme d'un braquage manqué, Christian est laissé pour mort et ses complices arrêtés.
Treize ans plus tard, Marcus et ses trois acolytes croupissent toujours derrière les barreaux, tandis que Christian tente de se racheter au sein d'une communauté monastique isolée.
Lorsque Marcus et ses complices s'évadent, le hasard les conduit vers le monastère de Christian. Entre les moines et les criminels commence alors une terrible confrontation au cours de laquelle chacun ira jusqu'au bout de son âme...

## Fiche technique
- Titre original français : Requiem
- Réalisation : Hervé Renoh
- Scénario : Hervé Renoh
- Musique : Jérôme Coullet
- Costumes : Isabelle Deffin
- Photographie : Gilles Arnaud
- Son : Christian Letellier
- Montage : Jean de Garrigues
- Pays d'origine :  France
- Langue originale : français
- Durée : 92 minutes
- Dates de sortie :
  - France : 28 décembre 2001 (Rendez-vous européen du cinéma français) ; 14 août 2002 (sortie nationale)

## Distribution
- Patrick Dell'Isola : Christian
- Moussa Maaskri : Marcus
- Jo Prestia : Gippé
- Marc Chapiteau : Poupousse
- Jean-Louis Loca : Rafik
- Julie-Anne Roth : Carla
- Simon Eine : Henry
- Jacques Seiler : Kalioustan